# Municipio de Perry (condado de Martin)
El municipio de Perry (en inglés: Perry Township) es un municipio ubicado en el condado de Martin en el estado estadounidense de Indiana. En el año 2010 tenía una población de 5093 habitantes y una densidad poblacional de 20 personas por km².

## Geografía
El municipio de Perry se encuentra ubicado en las coordenadas 38°46′40″N 86°50′57″O / 38.77778, -86.84917. Según la Oficina del Censo de los Estados Unidos, el municipio tiene una superficie total de 254.59 km², de la cual 249,92 km² corresponden a tierra firme y (1,84 %) 4,67 km² es agua.

## Demografía
Según el censo de 2010, había 5093 personas residiendo en el municipio de Perry. La densidad de población era de 20 hab./km². De los 5093 habitantes, el municipio de Perry estaba compuesto por el 98,45 % blancos, el 0,1 % eran afroamericanos, el 0,14 % eran amerindios, el 0,41 % eran asiáticos, el 0,33 % eran de otras razas y el 0,57 % eran de una mezcla de razas. Del total de la población el 0,71 % eran hispanos o latinos de cualquier raza.